# الجمعية العراقية لتكنولوجيا المعلومات
الجمعية العراقية لتكنولوجيا المعلومات هي جمعية علمية مهنية تأسست في مدينة بغداد عام 2005، وتعنى بقضايا المعلومات وتقنيات وتخزينها ومعالجتها واسترجاعها. وهي تابعة لوزارة التعليم العالي والبحث العلمي العراقية. ويصدر عنها المجلة العراقية لتكنولوجيا المعلومات.

## أهداف الجمعية
تهدف الجمعية العراقية لتكنولوجيا المعلومات إلى تحقيق الآتي:
- التعريف بعلم المعلومات وتكنولوجيا التخزين والمعالجة وإسترجاع المعلومات.
- توسيع القاعدة المعرفية بتكنولوجيا المعلومات والتقنيات الرقمية المستخدمة في مجال تخزين وإسترجاع المعلومات.
- توفير الخبرات والمهارات اللازمة لدعم عملية التحول من الأنظمة التقليدية إلى الأنظمة الرقمية في مؤسسات المعلومات.
- تشجيع البحوث والدراسات في مجال تكنولوجيا المعلومات والتقنيات الرقمية.
- مساعدة العاملين في مؤسسات المعلومات على اكتساب مهارات استخدام الحاسوب وتطبيقاته البرمجية وتوظيفها في مجال عمل مؤسسات المعلومات.
- دعم وتطوير برامج التعليم الأكاديمي بالإفادة من تكنولوجيا المعلومات.
- العمل على دعم وتفعيل برامج التعاون بين مؤسسات المعلومات والأقسام العلمية وتبادل الخبرات وتهيئة مستلزمات بناء الشبكات المحلية.
- تدعم الجمعية جهود مؤسسات المعلومات في مجال استخدام شبكة الانترنت ومختلف أنواع تكنولوجيا المعلومات، لضمان الإفادة منها لأغراض الارتقاء بمستوى خدماتها.
- تدعم الجمعية مؤسسات المعلومات التي تستخدم نظام التوثيق الإلكتروني (Winisis) والأنظمة الأخرى في مجال بناء قواعد البيانات ونظم المعلومات والمكتبات الرقمية بالخبرات التدريبية والتطوير المهني.
- تسعى الجمعية إلى بناء منظومة من العلاقات مع الجمعيات المحلية والعربية والعالمية لتبادل الخبرات والارتقاء بواقع تكنولوجيا المعلومات في العراق.

## وصلات خارجية
- موقع الجمعية